# مانتگامری سی. مگز
مونتگمری سی. مگز (انگلیسی: Montgomery C. Meigs; ۳ مهٔ ۱۸۱۶ – ۲ ژانویهٔ ۱۸۹۲) فرد نظامی اهل ایالات متحده آمریکا بود.